# Тринкуниене, Иния
Иния Тринкуниене (лит. Inija Trinkūnienė, род. 25 октября 1951, Кельме, Литовская ССР) — литовский этнолог, социолог, фольклорист, психолог; лидер (криве, верховная жрица) литовской неоязыческой общины «Ромува» с 2014 года. Супруга основателя общины Йонаса Тринкунаса и лидер музыкальной фолк-группы «Kūlgrinda».

## Биография
Окончила среднюю школу в Кельме в 1969 году и философский факультет Вильнюсского университета, специальность «Психология», в 1974 году. Работала социологом в Литовском институте культурных исследований (Институт философии и социологии Вильнюса). В 1990 году вместе со своим мужем Йонасом Тринкунасом, главой религиозной языческой общины «Ромува» в 1988—2014 годах, основала литовский ансамбль народной музыки и хор «Kūlgrinda». Воспитала четверых детей: Римгайле, Ветра, Угне, Индре.
На протяжении всей своей научной карьеры Тринкуниене занималась исследованиями в области распространения народной культуры. Опубликовала более 60 научных статей, участвовала в различных научных конференциях в Литве и за рубежом. В 2004—2013 годах — член Совета по защите народной культуры при Сейме Литовской Республики. После кончины мужа возглавила общину «Ромува», а также стала председателем Европейского конгресса этнических религий. После ухода на пенсию с 2016 года занялась исключительно работой в общине. Почётный доктор университета Дев Санскрити Вишвавидьялая (Хардвар, штат Уттаракханд, Индия).